# Strwolotkowate

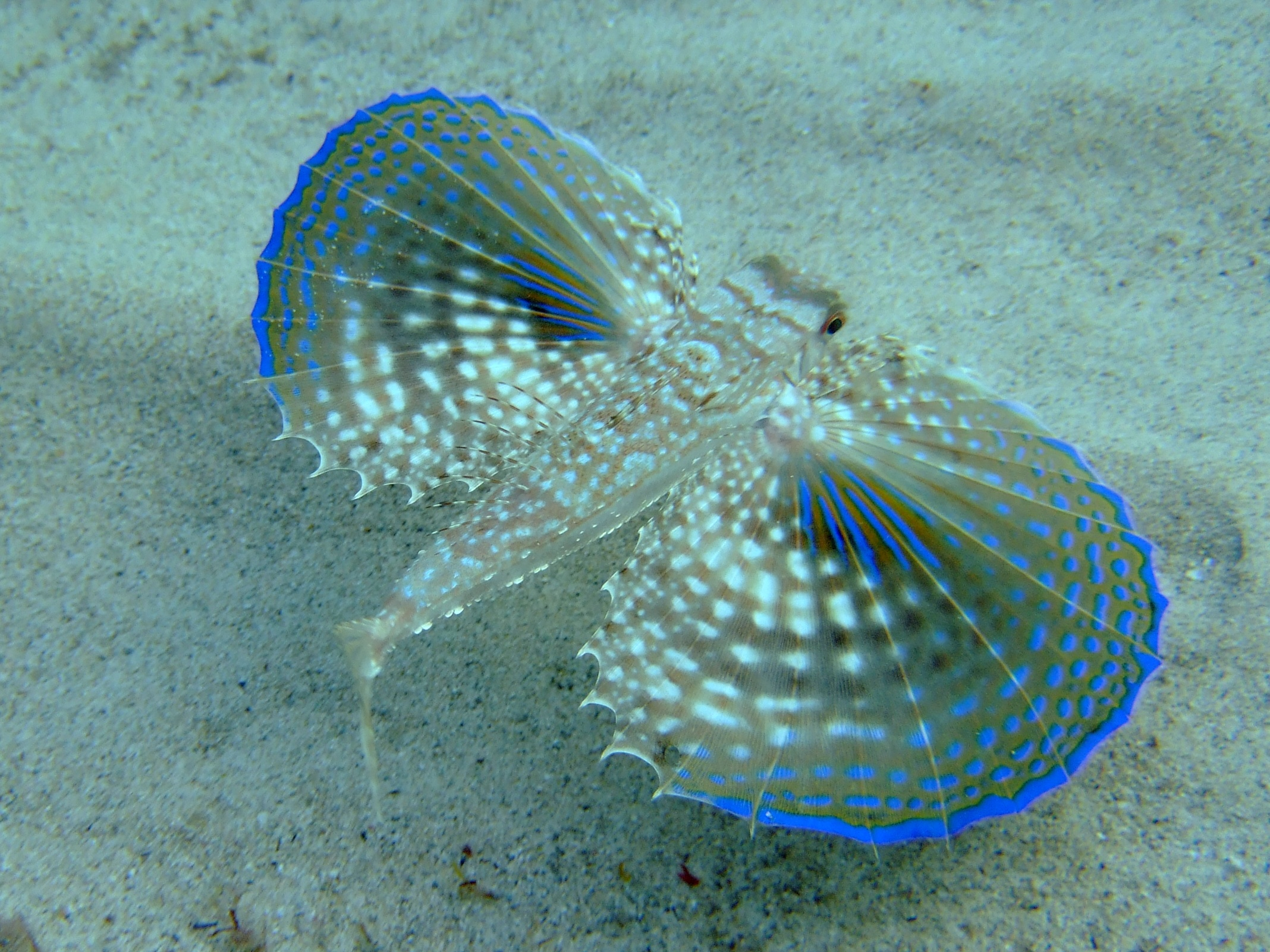
Dactylopterus volitans

Strwolotkowate (Dactylopteridae) – rodzina morskich ryb z rzędu skorpenokształtnych (Scorpaeniformes). 

## Występowanie
Spotykane we wschodniej części Atlantyku poprzez Morze Śródziemne, Morze Czarne, Morze Czerwone i Indo-Pacyfik po wybrzeża Japonii i Australii. 

## Klasyfikacja
Rodzaje zaliczane do tej rodziny:
- Dactyloptena
- Dactylopterus